# Sztuka kochania. Historia Michaliny Wisłockiej
Sztuka kochania. Historia Michaliny Wisłockiej – polski film biograficzny z 2017 roku w reżyserii Marii Sadowskiej, o życiu lekarki Michaliny Wisłockiej.
Film ukazuje trzy etapy życia Michaliny Wisłockiej, które skłoniły główną bohaterkę do stworzenia i opublikowania w 1978 roku bestsellerowego poradnika Sztuka kochania.
W 2017 Sztukę kochania obejrzało 1,7 mln widzów. Film zarobił 35,6 mln złotych.

## Obsada
W filmie wystąpili:

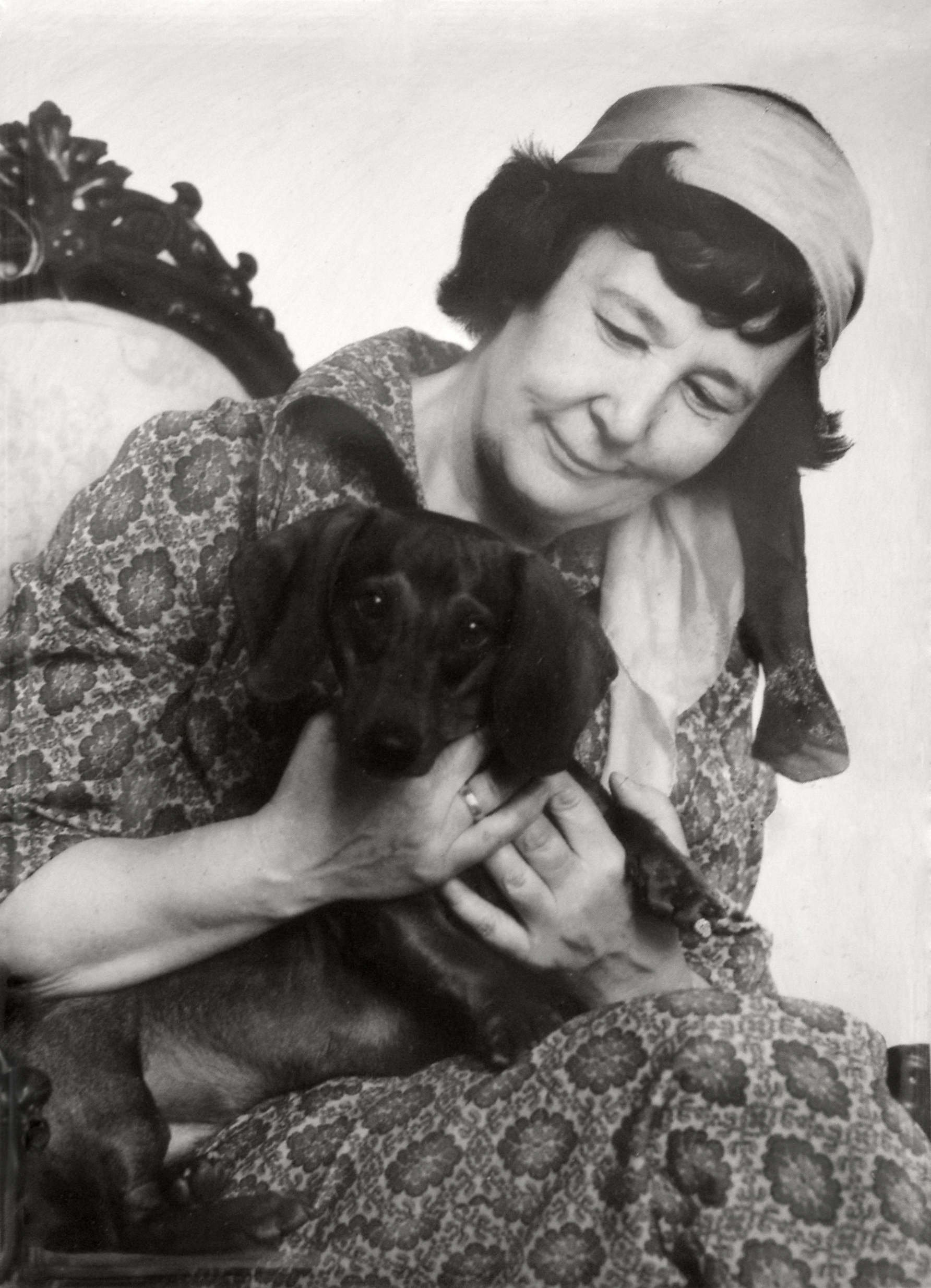
Michalina Wisłocka

- Magdalena Boczarska – Michalina Wisłocka
- Eryk Lubos – Jurek
- Justyna Wasilewska – Wanda
- Piotr Adamczyk – Stanisław Wisłocki, mąż Michaliny
- Jaśmina Polak – redaktorka Tereska
- Nikodem Kasprowicz – Jan Braun, brat Wisłockiej

## Plenery
- Warszawa, Lubniewice (pałac), Łódź, Zbąszyń, Goławice Pierwsze.